# الحنو والسكرانة (مادبا)
الحنو والسكرانة منطقة سكنية تقع في لواء ذيبان، محافظة مادبا في الأردن. تنتمي المنطقة لقضاء ذيبان الذي يضم 21 منطقة. يقدر عدد سكانها بـ 94 نسمة حسب إحصاء 2015.

## الوصلات الخارجية
- دائرة الاحصاءات العامة